# Japanische Badmintonmeisterschaft 2010
Die Japanische Badmintonmeisterschaft 2010 fand vom 7. bis zum 12. Dezember 2010 in Tokio statt. Es war die 64. Austragung der nationalen Titelkämpfe im Badminton in Japan.

## Medaillengewinner
| Disziplin    | Gold                                | Silber                        | Bronze                           |
| ------------ | ----------------------------------- | ----------------------------- | -------------------------------- |
| Herreneinzel | Ken’ichi Tago                       | Shō Sasaki                    | Takuma Ueda                      |
| Herreneinzel | Ken’ichi Tago                       | Shō Sasaki                    | Keigo Sonoda                     |
| Dameneinzel  | Eriko Hirose                        | Kaori Imabeppu                | Minatsu Mitani                   |
| Dameneinzel  | Eriko Hirose                        | Kaori Imabeppu                | Ai Goto                          |
| Herrendoppel | Noriyasu Hirata Hirokatsu Hashimoto | Kenta Kazuno Yoshiteru Hirobe | Kenichi Hayakawa Hiroyuki Endō   |
| Herrendoppel | Noriyasu Hirata Hirokatsu Hashimoto | Kenta Kazuno Yoshiteru Hirobe | Naoki Kawamae Shoji Sato         |
| Damendoppel  | Satoko Suetsuna Miyuki Maeda        | Reika Kakiiwa Mizuki Fujii    | Ayaka Takahashi Misaki Matsutomo |
| Damendoppel  | Satoko Suetsuna Miyuki Maeda        | Reika Kakiiwa Mizuki Fujii    | Yuriko Miki Koharu Yonemoto      |
| Mixed        | Noriyasu Hirata Miyuki Maeda        | Shintarō Ikeda Reiko Shiota   | Kenta Kazuno Yūko Kanamori       |
| Mixed        | Noriyasu Hirata Miyuki Maeda        | Shintarō Ikeda Reiko Shiota   | Naoki Kawamae Miyuki Tai         |